# Folkets hus, Göteborg
Folkets hus i Göteborg är ett folkets hus beläget vid Järntorget i Göteborg, som uppfördes i två etapper från 1947 till 1955, efter ritningar av Nils Einar Eriksson. Byggnaderna är uppförda i gult tegel och i höghusets trapphall finns en väggmålning av konstnären Nils Wedel. Huvudentrén ändrades år 1985.

## Historia
Järntorget har sedan början av 1900-talet varit arbetarrörelsens centrum i Göteborg. Arbetareföreningens hus, som låg vid torgets östra sida, var Folkets hus föregångare.. Diskussionerna om ett nytt Folkets hus började på 1930-talet men kunde inte realiseras på grund av den ekonomiska lågkonjunkturen.
På 1940-talet fick tankarna ny fart och Nils Einar Eriksson engagerades som arkitekt. Byggnadsföreningen Folkets Hus u.p.a. bildades den 31 juli 1941 av Göteborgs fackföreningar för att bygga ett Folkets hus. Vid årsskiftet 1948–1949 stod Fackföreningshuset (den nio våningar höga byggnaden) klart. I denna del huserades olika fackförbunds Göteborgsavdelningar. Vintern 1951 stod Möteshuset (den låga delen) klart, med bland annat teaterscen där Folkteatern huserar än idag. Här återfanns tidigare även ett Domus-varuhus.
Den 8 februari 1952 invigdes huset av dåvarande statsministern Tage Erlander.
1956 kompletterades huset med en del i öster, som hyser biografen Draken och dansrestaurangen Vågen. Då blev Folkets Hus komplett och rymde kontor, möteslokaler, restaurang, teater och biograf. I huset finns också många konstverk i form av tavlor och en väggmålning av Nils Wedel. Wedel monumentala målning heter Samhället av i dag. Konstnärer som finns representerande är bland andra Sven Erixson, Albin Amelin, Tor Bjurström, Inge Schiöler och Nils Nilsson.
Efterhand lämnade fackförbunden Folket hus för nya lokaler. Draken lades ned som kommersiell biografi 1995. Clarion Hotel Draken har tillkommit genom ett nära samarbete mellan Fastighets AB Balder, hotellkedjan Strawberry och Folkets hus. Byggnationen påbörjades under september 2019.

## Galleri

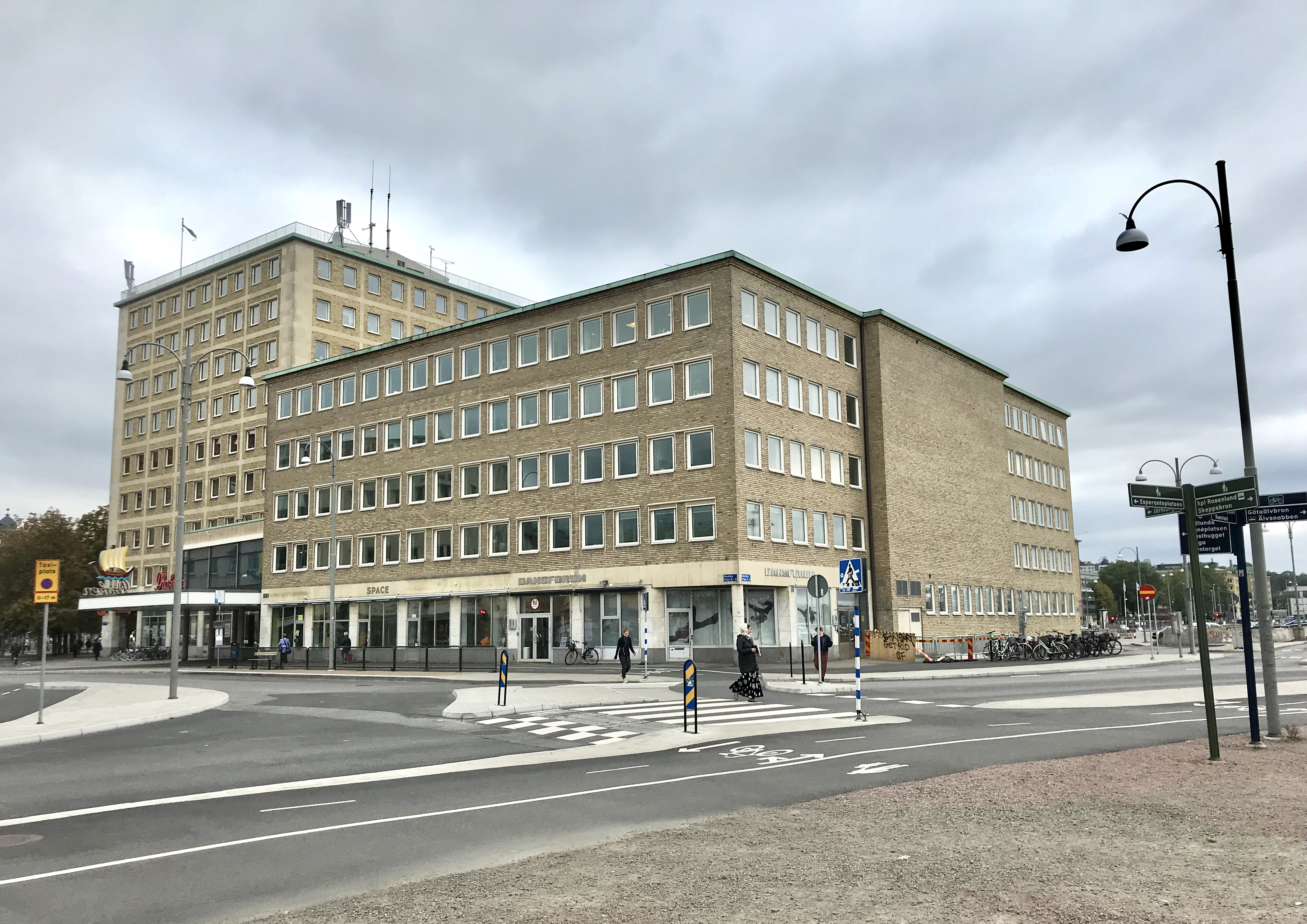
Folkets hus
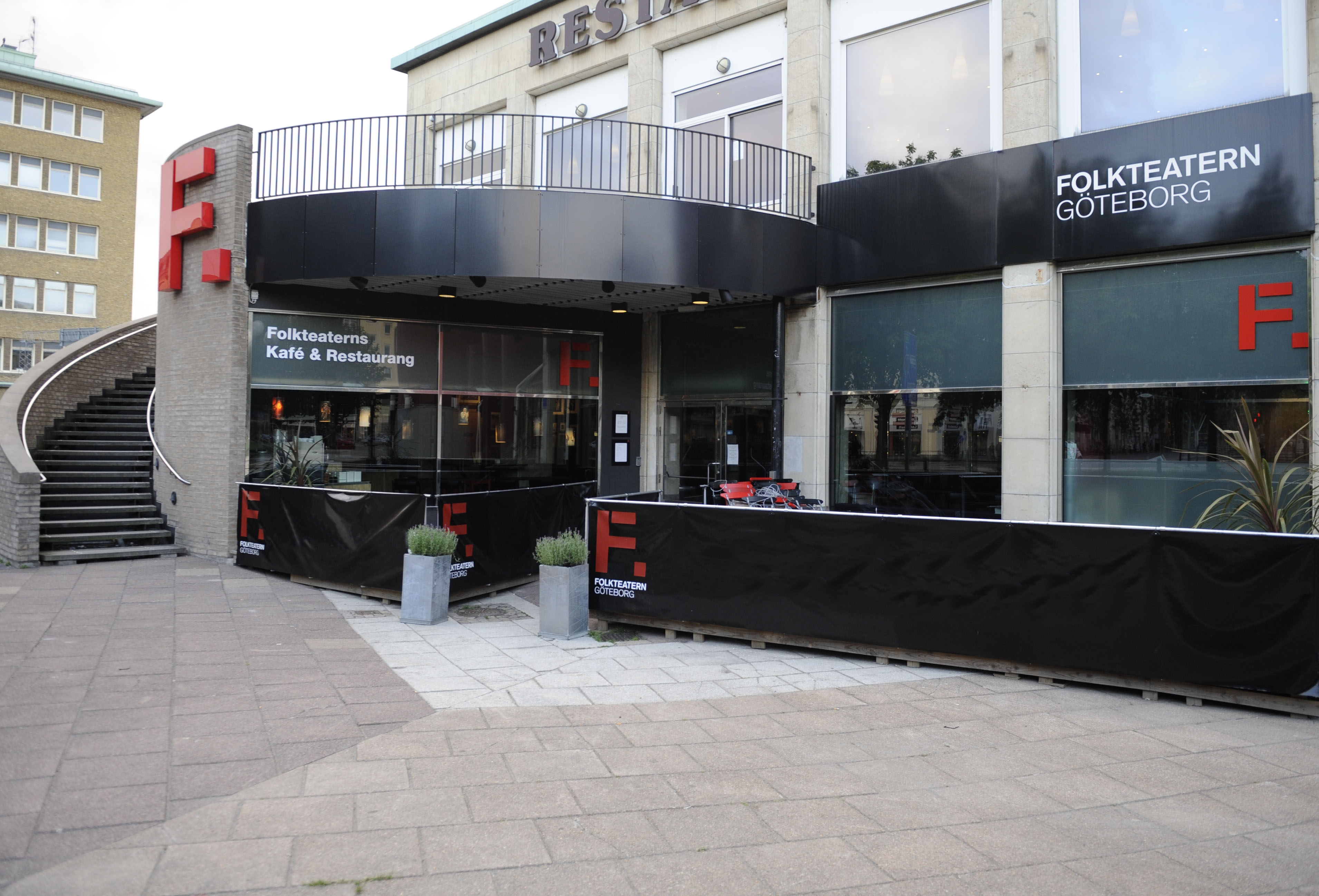
Folkteaterns entré.
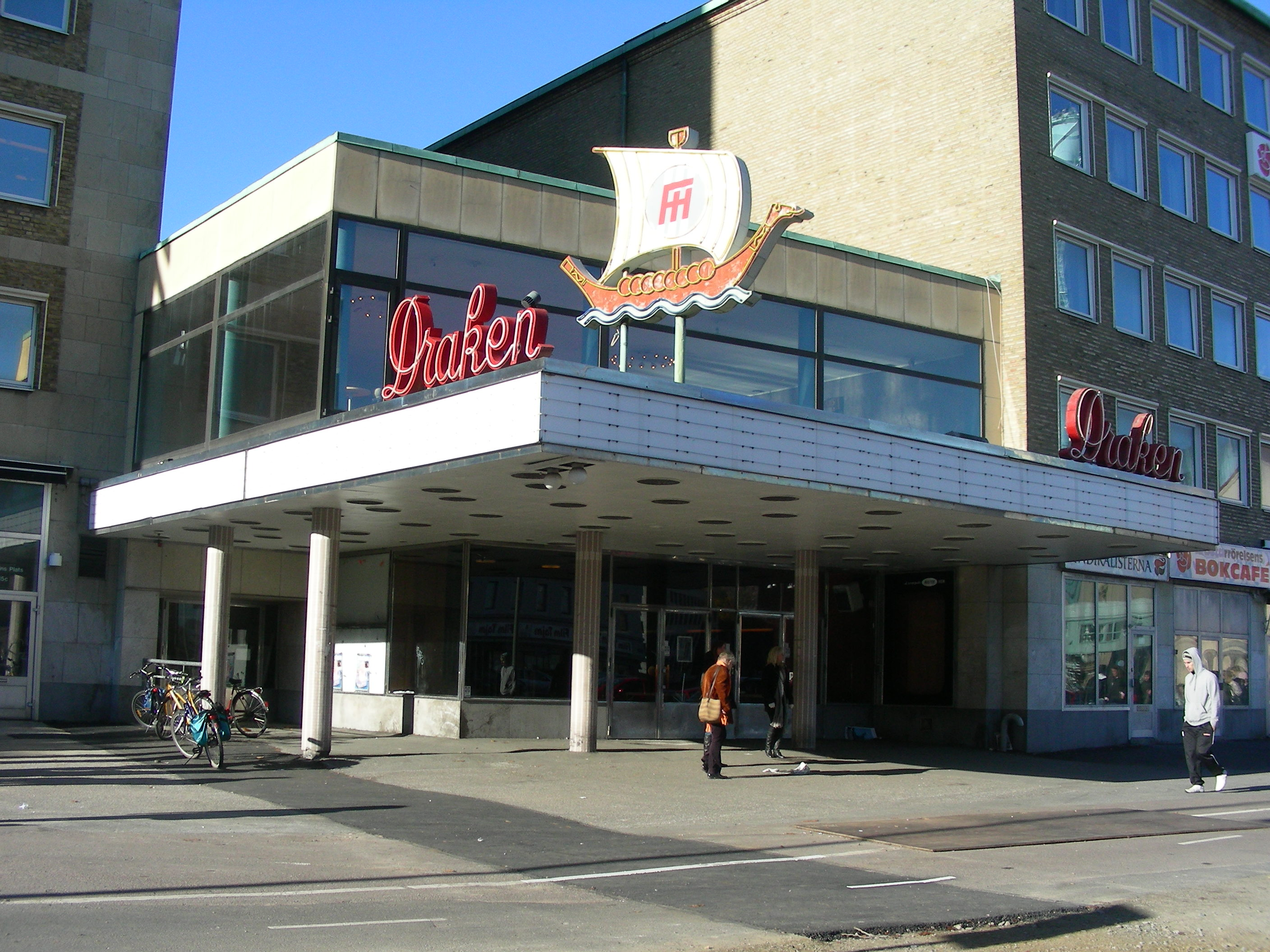
Biografen Draken.
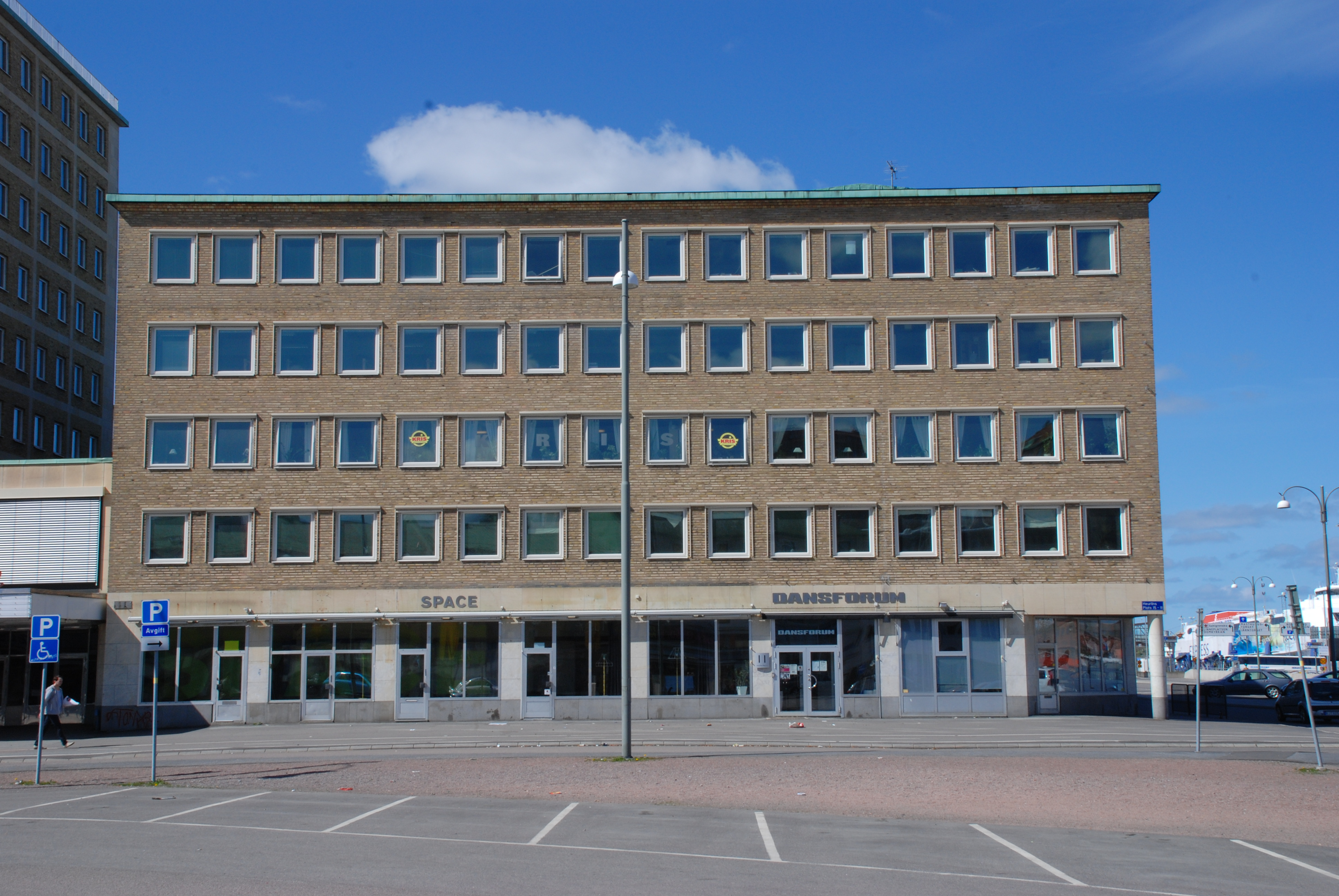
Fasad mot Heurlins plats.